# Ubu Rex
Ubu Rex ist eine satirische Oper von Krzysztof Penderecki nach einem deutschsprachigen Libretto des Komponisten und Jerzy Jarocki (1929–2012) nach Alfred Jarrys Stück Ubu Roi von 1896.
Ubu Rex gliedert sich in zwei Akte zu jeweils fünf Szenen und beruht, ebenso wie auch Pendereckis vorherige Opern Die Teufel von Loudun, Paradise Lost und Die schwarze Maske, auf einer literarischen Vorlage. Ubu Rex ist somit der Gattung der „Literaturoper“ zuzuordnen.
Die Oper wurde am 6. Juli 1991 von der Bayerischen Staatsoper zur Eröffnung der Münchner Opernfestspiele unter der Leitung von Michael Boder uraufgeführt.

## Handlung
Die Oper ist eine weitgehend werktreue Adaption des Stücks Ubu Roi von Jarry, das selbst eine Parodie auf die Tragödien von William Shakespeare (insbesondere Macbeth, Hamlet und King Lear) darstellt, die das Thema blutiger Machtkämpfe mit komödiantischen und absurden Elementen verbinden.
Im Mittelpunkt der Handlung steht der Titelheld Ubu, ein „dummer, feiger, geldgieriger und verfressener“, aber ehrgeiziger Hauptmann des polnischen Königs Wenzel, der aufgrund eines glücklosen Krieges zwischen Polen und Russland beim Volk zutiefst unbeliebt ist.

### Erster Akt
Prolog: Ein Segelschiff mit Vater Ubu, Mutter Ubu, Bordure und den Rüpeln an Bord nähert sich Polen.
Erste Szene: Großes Ehebett von Vater und Mutter Ubu. Vater und Mutter Ubu liegen in ihrem großen Ehebett und werden von Alpträumen geplagt. Ubu, Dragonerhauptmann, Adjutant König Wenzels und Ex-König von Aragon, der so gerne „Schreiße!“ brüllt, erwacht stöhnend aus seinem Alptraum, nachdem ihn seine Frau mit einer Trillerpfeife geweckt hat. Mutter Ubu stachelt den machthungrigen und amoralischen Ubu an, König Wenzel zu ermorden und sich selbst auf den Thron zu setzen.
Zweite Szene: Das große Fressen. Ubu lädt zu einem Großen Fressen ein. Er stellt einen riesigen Trog auf, in den die Gäste aus lauter Gier sogar allesamt hineinklettern. Einen Teil der Gäste vergiftet er, den Rest verpflichtet er zur Teilnahme an der Verschwörung. Seinen Kollegen, den Hauptmann Bordure, zieht er auf seine Seite, indem er ihm verspricht, ihn zum Herzog von Litauen zu machen. Ein Bote erscheint und befiehlt Ubu, der befürchtet, seine Verschwörung sei entdeckt worden, zum König.
Dritte Szene: Beim König. König Wenzel will seinem treuen Untertan Ubu danken, ernennt ihn zum Grafen von Sandomir und lädt ihn zur morgigen Parade ein. Königin Rosamunde, von düsteren Vorahnungen gequält, misstraut Ubu, und warnt ihren Gatten vor ihm. Ihrem Sohn, Prinz Bougrelas, schärft sie ein, niemals auf seine Rechte als Thronfolger zu verzichten.
Vierte Szene: Verschwörung. Vater und Mutter Ubu, Bordure und die Rüpel planen die Verschwörung. Bei der morgigen Parade soll Vater Ubu dem König auf die Füße steigen und die Losung „Schreiße!“ rufen. Anschließend sollen alle gemeinsam den König erschlagen. Die Verschwörung wird durch einen Schwur besiegelt, bei dem alle ihre Hände „auf einen gewissen Körperteil“ von Mutter Ubu, die als Priester fungiert, legen.
Fünfte Szene: Die große Parade. Ermordung der königlichen Familie. Die Verschwörung gelingt. Der König wird von den Verschwörern erschlagen. Der Königin und dem Königssohn, Kronprinz Bougrelas, gelingt die Flucht an den russischen Zarenhof. Beide schwören Ubu Rache. Ubu entreißt dem toten König die Königskrone und lässt, auf Betreiben von Mutter Ubu und Bordure, widerwillig Fleisch und Gold an das Volk verteilen, um als König akzeptiert zu werden. (Regieanweisung: „Alle tanzen und fressen. Großes Volksfest“).

### Zweiter Akt
Erste Szene: Schlosshof. Enthirnung. König Ubu veranstaltet ein großes Wettrennen um eine Kiste Gold, um sich der Gunst des Volkes zu versichern. Bordure, der ihm nach der Machtergreifung nicht mehr nützlich ist, lässt er verhaften und in den Kerker werfen. Anschließend macht er sich daran, sich die vollständige Kontrolle über den Staat zu sichern. Er lässt die Adligen, die Richter und die Finanzverwalter in einer „Enthirnungsmaschine“ massakrieren und ermorden. Das Volk jubelt über den Gehirnschlamm.
Zweite Szene: Beim Zaren. Bordure, dem die Flucht nach Moskau gelungen ist, bietet dem Zaren seine Dienst an. Dieser geht darauf ein und ernennt Bordure zum Leutnant im 10. Kosakenregiment.
Dritte Szene: Das Bauernhaus und die Steuerpresse. Ubus Politik erschöpft sich nunmehr in dem Anhäufen eines gewaltigen Vermögens, indem er beginnt, dem einfachen Volk maßlose Steuern aufzuerlegen, um sein Bedürfnis nach Wohlstand und Macht zu befriedigen. In der Zwischenzeit, so erfährt Ubu durch einen Brief Bordures, hat der Zar sich auf Betreiben Bordures bereit erklärt, seine Armee einzusetzen, um Kronprinz Bougrelas wieder an die Macht zu bringen. Ubu beschließt, trotz seiner Angst und Feigheit in den Krieg gegen Russland zu ziehen.
Intermezzo. Vierte Szene: Der Krieg. Die feindlichen Armeen stehen sich in der Schlacht gegenüber, aber Ubu zögert zunächst noch mit dem Angriff. Ein Bote berichtet, Bougrelas sei nach Polen zurückgekehrt und habe einen Aufstand gegen den jetzt zutiefst unpopulären Ubu angezettelt. Mutter Ubu sei auf der Flucht in die Berge. Die Schlacht beginnt. Im Kampf trifft Ubu auf seinen alten Gefährten Bordure und erschießt ihn. Schließlich treffen Ubu und der Zar direkt aufeinander. Der Zar verfolgt Ubu, fällt aber in einen Graben. Die polnische Armee stürzt sich auf den Zaren und will ihn töten. Russische Dragoner machen jedoch einen Vorstoß und befreien den Zaren. In der Zwischenzeit kämpfen Ubu und seine verbliebenen Offiziere gegen die Armee des Zaren. Die Reste der polnischen Armee werden schließlich von den Russen vertrieben.
Fünfte Szene: Die Flucht. Ubu ist mit seinen letzten Getreuen auf der Flucht. Auf einem Feld in Litauen finden sich Vater und Mutter Ubu nachts wieder. Mutter Ubu wurde von den Polen verjagt und konnte entkommen. Es gelang ihr aber, vor ihrer Flucht einen Teil des Staatsschatzes an sich zu bringen.
Epilog: Auf hoher See – Suche nach einem neuen Land. Vater Ubu, Mutter Ubu und die verbliebenen Rüpel fliehen mit einem Segelschiff über die Ostsee, vorbei an Schloss Helsingör. Sie segeln einem neuen, „außergewöhnlichen“ Land zu, das, wie sie singen, „würdig genug ist, uns aufzunehmen“.

## Hintergrund
Die Oper basiert auf dem Schauspiel Ubu Roi (1896) des damals 23-jährigen Autors Alfred Jarry und gilt als eines der ersten Stücke des „Absurden Theaters“. Die Uraufführung des Stücks, das mit dem Ausruf des französischen Phantasieworts „Merdre“ (angelehnt an frz. „merde“ = „Scheiße“) beginnt, löste seinerzeit in Paris einen Theaterskandal aus.
Penderecki war lange Zeit an einer Oper nach Alfred Jarrys surrealistischem Theaterstück Ubu Roi interessiert; er erkannte aber, dass das Thema der Satire von Macht und Korruption in dem politischen Umfeld, in dem er damals lebte, nicht unbedingt willkommen war. Mit dem Ubu Rex-Stoff kam Penderecki erstmals Mitte der Fünfziger Jahre in Verbindung, als er selbst in einer Studentenaufführung des Theaterstücks mitwirkte. Anfang der Sechziger Jahre schrieb er zum Ubu die Musik für ein Marionettentheater in Stockholm. Mehr als zwei Jahrzehnte wurde die Uraufführung des Ubu Rex immer wieder bekannt gegeben, aber immer wieder auch abgesagt.
Penderecki schrieb das Libretto in deutscher Sprache zusammen mit dem polnischen Regisseur Jerzy Jarocki, mit dem ihm seit vielen Jahren auch eine private Freundschaft verband. Die ersten Anfänge der gemeinsamen Arbeit gehen ebenfalls bis in die 1960er Jahre zurück.
Das Libretto ist eine „verdichtete“ und werktreue Version des Theaterstücks, enthält jedoch einige Ergänzungen, so hinsichtlich der sieben Rüpel im Sinne Shakespeares. Ein für Penderecki „wichtiger, charakteristischer Anknüpfungspunkt“ des Librettos war dabei die Tatsache, dass Jarrys Titelheld auf der Suche nach einem Land ist, in dem er Revolution machen könne, und dies zu einem Zeitpunkt, in der es Polen als Staat überhaupt nicht gab. Penderecki faszinierten insbesondere der Titelheld, „eine Figur, die immer existiert“, und die skurrile Atmosphäre des Stücks.
Penderecki bezeichnete seine Komposition als „Opera buffa“. Es ist seine erste und einzige komische und satirische Oper und verwendet, in „eklektizistischer“ Form, musikalische Anklänge und Vorbilder von Jacques Offenbach, Gioachino Rossini, Dmitri Schostakowitsch und Alfred Schnittke. Penderecki wollte jedoch, eigenen Aussagen zufolge, keine „richtige Parodie“ schreiben, da man von den lebenden Komponisten keinen „per Zitat auf die Schippe nehmen könnte“. Er verwendete daher „keine Zitate, sondern nur charakteristische Elemente“, wobei „Mozart und Rossini als Vorbilder unausweichlich“ für ihn waren, insbesondere hinsichtlich schneller Wortwiederholungen oder Ensemblesätzen nach der Art von Rossini. Auch eine politische Oper, so Penderecki, habe er, im Gegensatz zu früheren Zeiten, in denen er aus dem Stoff vielleicht eine politische Groteske gemacht hätte, nicht schreiben wollen. Auch beinhalte die Oper keine Anspielungen auf das zeitgenössische Polen.
Nach Aussage des Musikdramaturgen und Casting-Direktors Christian Carlstedt im Bertelsmann Opernführer „verweist die entwaffnende Harmlosigkeit der Musik aus dem Geiste Rossinis auf die gefährliche Personalunion von Banalität und Bosheit“.
Penderecki selbst schrieb hierzu: „Um eine komische Oper zu komponieren, muss man wirklich viel erlebt und zu dem Erlebten Abstand haben. Man muss über sich selbst lachen können, was man mit 30 Jahren noch nicht kann.“

## Entstehung und Komposition
Die Oper entstand als Auftragswerk der Bayerischen Staatsoper. Der Kompositionsauftrag wurde bereits Ende der 1960er Jahre, 23 Jahre vor der Uraufführung, von Günther Rennert während dessen Intendanz erteilt. Die Oper war ursprünglich als Uraufführung für die Schwetzinger Festspiele geplant. Penderecki begann mit der Komposition bereits 1972, fand jedoch keine passende Tonsprache, da er sich für die Komposition einer Opera buffa noch nicht „reif“ genug fühlte, und ließ die Komposition fast zwanzig Jahre liegen.
Drei Jahre vor der Uraufführung kam Wolfgang Sawallisch, der damalige GMD der Bayerischen Staatsoper, noch einmal auf den Kompositionsauftrag zurück, woraufhin sich Penderecki, der sich nunmehr bereit zur Komposition einer Opera buffa fühlte, erneut mit einer passenden Tonsprache für den Ubu Rex auseinandersetzte. Die Komposition entstand schließlich in den Jahren 1990/91, hauptsächlich in den letzten sechs Monaten vor der Uraufführung, wobei Penderecki manchmal bis zu zwölf Stunden am Tag komponierte. Das Notenmaterial traf teilweise erst während der Proben, die letzten Partiturseiten etwa drei Wochen vor der Premiere, bei seitenweiser Lieferung ein.
Die Oper wurde bei Schott veröffentlicht.
Bei der Komposition befreite sich Penderecki von dem zuvor verspürten Zwang, immer neu und radikal komponieren zu müssen. Alles sei erlaubt, alles sei zeitgemäß, man müsse nicht mehr „orthodox einer Richtung folgen, man könne beginnen, anstelle neuer Entdeckungen von Klang-Gags wieder Musik zu machen“, so Penderecki.

### Orchesterbesetzung
- Holzbläser:  eine Piccoloflöte, zwei Flöten (2. auch Piccolo), zwei Oboen (2. auch Englischhorn), eine Klarinette in Es, zwei Klarinetten, eine Bassklarinette, zwei Fagotte (2. auch Kontrafagott)
- Blechbläser: zwei Hörner, zwei Trompeten, zwei Posaunen, eine Tuba
- Pauken, Schlagzeug (Triangelbaum, ein Paar Becken, sechs handgespielte Becken, zwei Tamtams, Militärtrommel, Rührtrommel, Schellentrommel, Große Trommel mit Becken, fünf Tomtoms, fünf Timbales, Schellen, Crotalenbank, Tempelblock, Röhrenglocken, Kirchenglocken, Peitsche, Guiro, Säge, Windmaschine, Glockenspiel, Marimbaphon, Xylophon), Celesta
- Streicher: 12 erste Violinen, 12 zweite Violinen, neun Bratschen, sechs Violoncelli, zwei Kontrabässe
- Bühnenmusik: zwei Flöten (2. auch Piccolo), zwei Klarinetten, zwei Trompeten, zwei Flügelhörner, zwei Hörner, zwei Posaunen, ein Tenorhorn, ein Baritonhorn, ein Helikon (oder Sousaphon), eine Lyra, Schlagzeug: Militärtrommel, Rührtrommel, Große Trommel mit Becken, Beckentrommel
- Saal: zwei Trompeten

(Quellen:)

## Aufführungsgeschichte

### Uraufführung
Die Uraufführung der Oper erfolgte am 8. Juli 1991 an der Bayerischen Staatsoper zur Eröffnung der alljährlichen Münchner Opernfestspiele. Regisseur war der Intendant der Bayerischen Staatsoper, August Everding. Die Ausstattung stammte von dem französischen Künstler und Schriftsteller Roland Topor. Die musikalische Leitung hatte Michael Boder, der als Spezialist für Werke der Moderne und der Avantgarde gilt.
Die Besetzung der Uraufführung:
Robert Tear (Vater Ubu), Doris Soffel (Mutter Ubu), Hermann Becht (Bordure), Anita Bader, Claes-Håkan Ahnsjö, Gerhard Auer, Fritz Uhl, Jan Zinkler, Rüdiger Trebes, David Schuster, Ulrich Köberle, Markus Eberhard (neun Rüpel), Kieth Engen (König Wenzel), Pamela Coburn (Königin Rosamunde), Agnes Hahn-Pautz, Hong Mei, Christian Baumgärtel (Söhne des Königs), Kieth Engen/Guido Götzen (Zar) u. v. a.
Die Oper wurde von Presse und Publikum kontrovers, eher verhalten bis kritisch aufgenommen. Komponist und Regisseur mussten bei der Uraufführung neben freundlichem Beifall auch heftige Buhrufe hinnehmen. Carlstedt hingegen bezeichnet im Bertelsmann Opernführer die Uraufführung als „Theaterereignis“, bei dem die „skurrile Bilderwelt des französischen Karikaturisten Roland Topor in der Regie August Everdings aufs genauste den Geist der Vorlage traf“.

### Pressestimmen
Für den ZEIT-Rezensenten Claus Spahn war Ubu Rex lediglich eine „routinierte große Oper, aufgeschäumt, geschwätzig“, in der Penderecki formal und kompositorisch „weiter hinter alles zurückgefallen sei, was er bisher geschrieben hat“. Penderecki mache „Anleihen bei der Operngeschichte, ohne ihnen parodistische Schärfe zu verleihen“, etwa bei Wagners Holländer-Chor oder bei Mussorgski, um mit russischer Folklore zu kokettieren. Die Oper enthalte „Ensembles in brillanter Rossini-Manier, die allerdings lediglich wie gekonnte satztechnische Fingerübungen wirkten“.
Imre Fábián in der Opernwelt sah Ubu Rex „als eine Art Hommage à Rossini“. Die musikalische Struktur und die koloristischen Pseudo-Zitate ließen zwar die Virtuosität, mit der Penderecki sein Handwerk beherrscht, deutlich erkennen, die „musikalische Substanz sei jedoch zu dünn, um als Modell für eine zeitgenössische komische Oper zu dienen“. Dennoch enthalte die Oper „einprägende, starke theatralische und musikalische Momente“, wie etwa die Zaren-Szene mit der Anspielung auf Mussorgskis Boris Godunow oder auch das Schlachtbild und Ubus Abschied am Ende der Oper.
Marcello Santi im Orpheus-Musikmagazin konstatierte in Pendereckis Opera buffa Ubu Rex eine „auf Musical getrimmte Posse, eine virtuos intellektualisierte Etüde mit Seitenhieben auf jene Diktion, mit der Rossini Komik [...] vermittelt hat“. Pendereckis „viel zu augenzwinkernde Kompositionssprache vermöge jedoch das Grauen der grundbösen Ubu-Story nicht zu beschwören“.
Ursula Ehrensberger bemerkte in ihrer Uraufführungskritik im Fachmagazin Opernglas, dass „die Erwartungen, die in Penderecki als einen der wenigen bekannten Komponisten der Moderne gesetzt worden waren, enttäuscht wurden“. Penderecki verwende, so führte sie weiter aus, „hauptsächlich das Stilmittel der Parodie bzw. der ironischen Verfremdung“ mit Anspielungen an Wagner («Holländer»), Bach und Mussorgski, vor allem aber Rossini. Sie vermisste insbesondere den „Esprit, die geniale Motorik und die zündenden Melodien“. Pendereckis Musik „trete quasi auf der Stelle, erlebe keine Steigerung und keine Höhepunkte; die versprochene Komik bleibe bis auf wenige Momente (etwa in Mutter Ubus Koloraturarien-Parodie) aus.“ Im zweiten Teil „versiege Pendereckis Inspiration sogar bis zum dünnen Rinnsal“.
Das Sängerensemble, das „Außerordentliches“ leistete, und insbesondere die beiden Hauptdarsteller, Robert Tear und die „bravouröse“ Doris Soffel, deren „souveräner, sängerischer Einsatz“ hervorgehoben wurde, erhielten durchwegs sehr gute Kritiken. Positiv hervorgehoben wurde insbesondere auch die Tatsache, dass Doris Soffel in der Partie der Mutter Ubu mehrmals ihre Rossini-Erfahrung unter Beweis stellen konnte. Dem Dirigenten Michael Boder, der mit dem Orchester „präzise musizierte“ und sich „wacker“, jedoch nicht unbedingt erfolgreich mit den Vertracktheiten der Partitur herumschlug, wurden insgesamt eine „eindrucksvolle Sicherheit“ und „anspruchsvolle musikalische Interpretation“ bescheinigt, jedoch nicht in allen Bereichen mit starkem Profil.

### Werkgeschichte
Die polnische Erstaufführung (in deutscher Sprache), die zum 60. Geburtstag Pendereckis angesetzt worden war, fand im November 1993 am Opernhaus Łódź statt, auf ausdrücklichen Wunsch des Komponisten, der allerdings bei der Premiere nicht selbst anwesend war. Die „angesichts der mehr als angespannten Lage der polnischen Theater fast in Rekordzeit“ realisierte Produktion wurde trotz der Sprachbarriere vom polnischen Publikum begeistert aufgenommen. Sie folgte in ihrer Umsetzung den Intentionen Pendereckis, stellte keine überhöhte Polit-Parabel dar, sondern bot Theater, mit „Diktatur und Völkermord als Kasperltheater“. Die Inszenierung besorgte der polnische Theater- und Filmregisseur Lech Majewski, der „das betont Rhythmische der Partitur ins Pantomimisch-Tänzerische“ umsetzte. Die musikalische Leitung hatte der polnische Dirigent Antoni Wicherek (1929–2015). Zur durchwegs polnischen Besetzung gehörte auch der später zeitweise am Opernhaus Nürnberg engagierte bekannte polnische Tenor Dariusz Stachura (* 1962) als Kronprinz Bougrelas.
Im Oktober 2003 wurde Ubu Rex am Teatr Wielki in Warschau in einer „spektakulären“ Inszenierung von Krzysztof Warlikowski gezeigt; Jacek Kaspszyk leitete Chor und Orchester des Theaters. Die Aufführung wurde auch bei einem Gastspiel in London vorgestellt und auf CD aufgezeichnet.
Anlässlich des 80. Geburtstags von Penderecki erfolgte in der Spielzeit 2013/14 eine Neuproduktion der Oper an der Baltischen Oper Danzig, Opera Bałtycka, unter der Regie des polnischen Starregisseurs Janusz Wiśniewski. Im Juni 2015 wurde die Danziger Produktion auch bei den Musikfestspielen Saar am Pfalztheater Kaiserslautern und am Saarländischen Staatstheater Saarbrücken gezeigt. In Deutschland wurde die Oper bisher nicht nachgespielt.

### Libretto
- Krzysztof Penderecki: Ubu Rex. Opera buffa. Libretto von Jerzy Jarocki und Krzysztof Penderecki nach dem Schauspiel „Ubu Roi“ von Alfred Jarry. Textbuch. Schott Music. Mainz 1991. ISBN 3-7957-3652-8.

### Sekundärliteratur
- Amanda Holden (Hrsg.): The Viking Opera Guide. Viking, London/New York 1993, ISBN 0-670-81292-7
- Kurt Pahlen: Das neue Opern-Lexikon. Seehamer, Weyarn 2000, Seite 510. ISBN 3-934058-58-2
- Curt A. Roesler und Siegmar Hohl: Bertelsmann Opernfüher. Werke und Komponisten. Bertelsmann Lexikon Verlag Gütersloh/München 1995. Seite 397. ISBN 3-577-10522-4
- Heinz Wagner: Das große Handbuch der Oper. 4. Auflage. Nikol, Hamburg 2006, Seite 951. ISBN 978-3-937872-38-4